# Анисимов, Григорий Анисимович (писатель)
Григо́рий Ани́симович Ани́симов (31 января 1934, Харьков — 13 июля 2011, Москва) — российский писатель, искусствовед, художник. Заслуженный деятель искусств Российской Федерации (2002).

## Биография
Родился в семье военнослужащего 31 января 1934. В 1959 г. окончил факультет журналистики Киевского университета.
Работал в газетах «Московский комсомолец», «Московская правда», «Советская культура», «Литературная газета».
Был пресс-атташе Союза художников СССР. Член Русского ПЕН-центра.

## Творчество
Печатался с 1956 г. Автор предисловий к художественным альбомам, рецензий, статей, книг.
Занимался живописью, периодически участвовал в выставках. Собирал работы Евгения Чубарова, с которым дружил. С 1990-х годов — также издатель и коллекционер.

### Избранные сочинения
Источник — Электронные каталоги РНБ
- Алпатов М., Анисимов Г. А. Живописное мастерство Врубеля. — М.: Мусагетъ : Лира, 2000. — 232 с. — 1500 экз.
- Анисимов Г. А. Живые краски Апшерона. — Баку: Гянджлик, 1978. — 166 с. — 2000 экз.
- Анисимов Г. А. Золотой фасад Варфоломея Растрелли : Роман. — М.: Лира, 2001. — 383 с. — 1500 экз. — ISBN 5-85164-059-6.
- Анисимов Г. А. Кумир поверженный — все Бог : Повесть о худож. Казимире Малевиче. — М.: Лира, 2001. — 276 с. — 1500 экз. — ISBN 5-85164-060-X.
- Анисимов Г. А. Мира восторг беспредельный : Рассказы о художниках. — М.: Лира, 1999. — 592 с. — 1000 экз. — ISBN 5-85164-054-5.
- Анисимов Г. А. Незаконченные биографии : [О сов. художниках и скульпторах]. — М.: Сов. художник, 1988. — 363 с. — (Рассказы о художниках). — 25 000 экз. — ISBN 5-269-00145-4.
- Анисимов Г. А. От рук художества своего : Повесть : [О А. М. Матвееве]. — М.: Сов. писатель, 1982. — 303 с. — 30 000 экз.
- Анисимов Г. А. От рук художества своего : Роман [о рос. художниках]. — М.: Сов. писатель, 1987. — 407 с. — 100 000 экз.
- Анисимов Г. А. Что в имени тебе моем?… : [О Пушкине] : Роман-хроника / Предисл. Г. Г. Пушкина. — М.: Мусагет, 1998. — 422 с. — 1500 экз. — ISBN 5-88761-008-5.
- Заслуженный деятель искусств РСФСР Александр Квасов : [Акварель. Рисунок] : Кат. выст / Сост. и авт. вступ. ст. Г. А. Анисимов. — М.: Сов. художник, 1987. — 15 с. — 800 экз.
- Исаак Яковлевич Иткинд : Скульптура : Кат. выст / Сост. и авт. вступ. ст. Г. А. Анисимов. — М.: Сов. художник, 1990. — 72 с. — 1500 экз.

## Награды и признание
- Заслуженный деятель искусств Российской Федерации (10 октября 2002 года) — за заслуги в области искусства[1].
- Золотая Пушкинская медаль (1999) — за роман об А. С. Пушкине «Что в имени тебе моем» (1998).